# أولرايش فانزينتس
أولرايش فانزينتس (بالدنماركية: Ulrich Vinzents) (4 نوفمبر 1976 في الدنمارك - ) هو لاعب كرة قدم دانمركي في مركز الظهير. شارك مع منتخب الدنمارك تحت 21 سنة لكرة القدم. أما مع النوادي، فقد لعب مع نادي أودنسه ونادي لينغبي ونادي مالمو ونادي نوردشيلاند وKøge Boldklub ‏ و وTMS Ringsted ‏.

## وصلات خارجية
- أولرايش فانزينتس على موقع الاتحاد الأوربي (الإنجليزية)
- أولرايش فانزينتس على موقع اتحاد السويد (السويدية)
- أولرايش فانزينتس على موقع Soccerway.com (الإنجليزية)
- أولرايش فانزينتس على موقع عالم كرة القدم.نت (الإنجليزية)
- أولرايش فانزينتس على موقع AS.com (الإسبانية)